# Keroli, Chincholi
Keroli là một làng thuộc tehsil Chincholi, huyện Gulbarga, bang Karnataka, Ấn Độ.